# London SS
London SS – wczesny brytyjski zespół punkrockowy założony w marcu 1975 r. przez Micka Jonesa i Tony’ego Jamesa.
Zespół większą część czasu swojej działalności spędził na przesłuchaniach kandydatów do zespołu. Jednak oprócz Jonesa i Jamesa tylko Brian James (niespokrewniony z Tonym) był w miarę stałym członkiem składu zespołu. Inni muzycy, którzy współpracowali z London SS to Matt Dangerfield i Casino Steel, którzy później grali w The Hollywood Brats i The Boys.
Wielu później znanych muzyków próbowało dostać się do London SS np. Paul Simonon (The Clash) i Terry Chimes (The Clash). Inny przyszły członek The Clash, Nicky „Topper” Headon został zaproszony do zespołu ale odmówił. Rat Scabies (The Damned) przez pewien czas grał na perkusji, inny perkusista to Roland Hot.
Jedynym nagraniem które London SS nagrało to demo z udziałem Jamesa, Jonesa, Jamesa i Hot. Pod
względem muzycznym grali typowego rock and rolla i standardy rhythm and bluesowe z
lat 60., jednak później krytycznie oceniali swój poziom muzyczny.
Po wyrzuceniu z zespołu Hota w styczniu 1976 r., Brian James z Scabiesem opuścili zespół aby utworzyć The Subterraneans, a potem The Damned. Drugi James z Billym Idolem utworzyli zespół Chelsea, a potem Generation X. Jones, Simonon i Chimes z Joe Strummerem utworzyli The Clash.
Nazwa zespołu spowodowało spore kontrowersje, lecz tłumaczono ją jako London Social Security.
Grupa wznowiła działalność w 2012 roku.